# Käferschnecken
Die Käferschnecken (Polyplacophora) sind eine Gruppe von Meeresschnecken aus der Untergruppe der Stachelweichtiere. Die etwa 900 Arten der Käferschnecken leben vor allem im Bereich um Australien. Sie erreichen Körpergrößen von 0,5 bis 45 Zentimeter und sind dämmerungsaktiv. Das Alter der Weichtiergruppe wird auf 500 Millionen Jahre geschätzt.

## Merkmale
Das Hauptkennzeichen der Polyplacophora ist ihre mehrteilige Schale, die die Oberseite des Tieres bedeckt. Sie besteht bei den heutigen Formen aus acht Einzelplatten. Bei fossilen Formen sind bis zu 17 Einzelplatten bekannt (Vielplatter = Multiplacophora). Die Schalenplatten sind untereinander beweglich verbunden und in ihrer Gesamtheit von einem Gürtel (Perinotum) eingefasst. Im Gürtel sind Kalknadeln, Kalkschüppchen oder Kalkkörperchen eingelagert. Die Platten bedecken den Kopf und den nur durch eine Furche vom Kopf abgesetzten Kriechfuß der Tiere. Eine Mantelrinne mit bis zu 88 Kiemenpaaren umgibt den Kopf und den Fuß. Die dorsal befindliche, obere, pigmentierte, aus organischem Material bestehende Hautschicht wird als Tegmentum bezeichnet. Die Platte wird bedeckt von hunderten winzigen Augenlinsen aus Kristall (Aragonit), unter denen lichtempfindliche Zellen stecken. Damit können die Tiere vermutlich die Umrisse ihrer Feinde orten. Aragonit besitzt zwei Brennweiten, wodurch die Tiere gleichermaßen unter Wasser wie an der Meeresoberfläche scharf sehen können.

## Lebensweise
Käferschnecken fressen vor allem pflanzlichen und tierischen Substrataufwuchs – Algen, Moostierchen, Hydrozoen und Seepocken (Balanidae). Die Mundöffnung mit der sehr großen Radula (Raspelzunge) liegt direkt vor dem Kriechfuß der Tiere. Die Raspelzunge kann eine Länge von bis zu einem Drittel der Körperlänge erreichen und ist mit teilweise mehr als 40 Querreihen durch Magnetit gehärtete Zähne ausgestattet. Einige Arten ernähren sich aber auch räuberisch von kleinen Krebsen und kommen in Tiefen bis 5000 m vor. Die Tiere lauern auf Beute, indem sie den vorderen Teil des Körpers bzw. des Gürtels vom Untergrund abheben. Kleine tentakelartige Fortsätze am vorderen Mantelrand fungieren als Tastsinnesorgane. Kommt ein Beutetier mit den Tentakeln in Berührung, dann klappt der Gürtel an den Untergrund und begräbt das Beutetier unter sich. Die Beute kann dann in aller Ruhe verspeist werden.
Die meisten Käferschnecken sind getrenntgeschlechtlich und die Gameten (Spermien und Eier) werden einfach in das Wasser abgegeben. Nur bei wenigen Arten findet eine innere Befruchtung statt; einige Arten davon betreiben aber sogar eine primitive Form der Brutpflege in ihrer Mantelrinne.

## Systematik der Käferschnecken

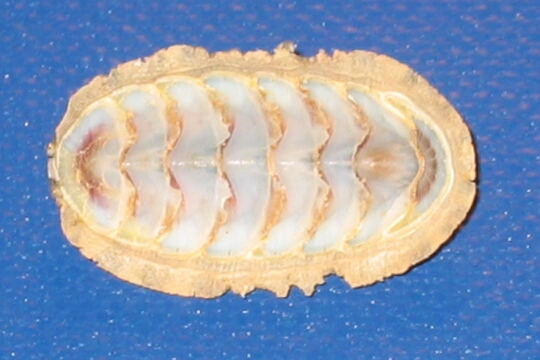
Skelett von unten

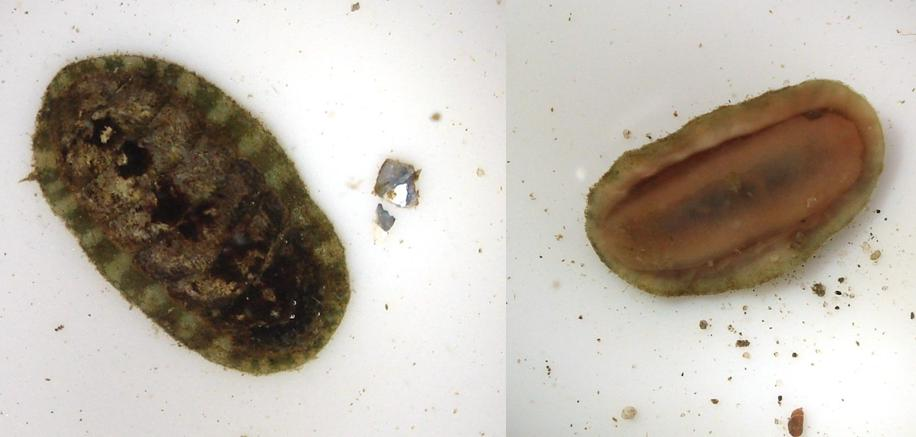
Rändel-Käferschnecke (Lepidochitona cinerea) – von oben und von unten gesehen

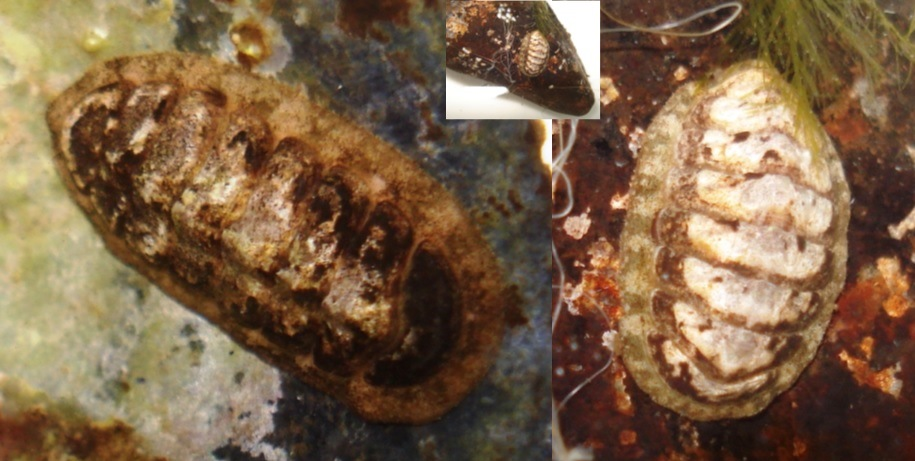
Zwei Käferschnecken auf der Schale (Ausschnitt) einer Miesmuschel (Mytilus edulis), kleines Bild in der Mitte als Maßstab

Die folgende Klassifikation folgt Parker:
- Klasse Polyplacophora
  - Unterklasse Neoloricata
    - Ordnung Lepidopleurida
      - Familie Hanleyidae
      - Familie Choriplacidae
      - Familie Lepidopleuridae

    - Ordnung Ischnochitonida
      - Familie Subterenochitonidae
      - Familie Ischnochitonidae
        - Gattung Lepidochitona
          - Rändel-Käferschnecke (Lepidochitona cinerea)

      - Familie Schizoplacidae
      - Familie Callochitonidae
      - Familie Callistoplacidae
      - Familie Chaetopleuridae
      - Familie Mopaliidae
        -           - Marmorierte Käferschnecke (Tonicella marmorea)
          - Rote Käferschnecke (Tonicella rubra)

      - Familie Schizochitonidae
      - Familie Chitonidae
        - Gattung Chiton
          - Chiton olivaceus

    - Ordnung Acanthochitonida
      - Familie Acanthochitonidae
        - Gattung Acanthochitona
          - Acanthochitona crinita

  - †Unterklasse Palaeoloricata
    -       - †Familie Mattheviidae
      - †Familie Chelodidae
      - †Familie Septemchitonidae
      - †Familie Preacanthochitonidae
      - †Familie Gotlandochitonidae
      - †Familie Scanochitonidae

  - †Unterklasse Multiplacophora